# テレビ熊本番組一覧
テレビ熊本番組一覧（テレビくまもとばんぐみいちらん）は、現在もしくは過去でテレビ熊本で放送の番組を対比するもの。

## 現在放送中の番組

### 自社制作番組
- TKUニュース
- TKU Live News（月 - 金曜 15:45- 19:00、土・日曜 17:30 - 18:00）
- 英太郎のかたらんね（月 - 金曜 9:50 - 10:50）
- 若っ人ランド（土曜 16:30 - 17:25、再放送 火曜 1:05 - 2:00（月曜深夜））※歌謡ポップスチャンネル（CS放送）にもネット。
- 健康リポート医療大百科（月曜 11:20 - 11:25）
- ハイスクール天国（月曜 22:54 - 23:00）
- あっぱれ!A.B.C-Z（月1回火曜 20:00 - 21:00）
- 寛平ちゃんのぶらり旅 熊本がいいーの（月1回火曜 20:00 - 21:00）
- プレママロード〜ママとベビーの未来のために〜（火曜 22:54 - 23:00）
- てれくまくん医療情報室（水曜 11:20 - 11:25）
- ふたりのラブソング（水曜 22:54 - 23:00）
- 中原丈雄の味わいの刻（金曜 22:52 - 23:00）
- NES-FES.（第2、第4土曜 0:55 - 1:25（金曜深夜））
- ナイトマガジン（土曜 1:25 - 1:40（金曜深夜））
- もっこすちんねんのスリーピース（第1、第2土曜 10:30 - 11:00）
- 七人の侍（おじさん）それと仲野（第3、第4土曜 10:30 - 11:00）
- 紅しょうがのがんばり屋～台! めざせ!熊本のプロです（第3、第4土曜 11:00 - 11:300）
- 郷土の偉人シリーズ（年1回放送）

### フジテレビ系時差ネット番組
- KinKi Kidsのブンブブーン（火曜 1:20 - 2:05（月曜深夜））
- ゴリパラ見聞録（水曜 1:15 - 1:45（火曜深夜）、テレビ西日本制作）
- ドキュメント九州（水曜 1:45 - 2:15（火曜深夜）、FNS九州・沖縄8局共同制作）
- かまいたちの掟（木曜 0:55 - 1:25（水曜深夜）、さんいん中央テレビ制作）
- 先輩はおとこのこ（金曜 1:45 - 2:15〈木曜深夜〉、『ノイタミナ』枠）[1]
- いただきハイジャンプ（土曜 1:40 - 2:20（金曜深夜））
- キスマイ超BUSAIKU!?（土曜 2:20 - 2:50（金曜深夜））
- 逃走中 グレートミッション（土曜 5:30 - 6:00）
- 西村キャンプ場（土曜 10:35 - 11:05、テレビ新広島制作）
- 釣りたガール!（日曜 5:30 - 6:00、関西テレビ制作）

### 他系列の番組

#### テレビ東京系
- モヤモヤさまぁ〜ず2（火曜 0:25 - 1:15（月曜深夜））
- あちこちオードリー（水曜 0:25 - 1:15（火曜深夜））
- 有吉ぃぃeeeee!そうだ!今からお前んチでゲームしない?（金曜 0:25 - 1:15（木曜深夜））
- YOUは何しに日本へ?（土曜 13:00 - 14:35）
- ヤギと大悟（日曜 1:15 - 1:45（土曜深夜））
- じっくり聞いタロウ〜スター近況（秘）報告〜（日曜 2:40 - 3:10（土曜深夜））
- ポケモンとどこいく!?（日曜 6:30 - 7:00）
- ポケットモンスター（日曜 9:00 - 9:30）
- 開運!なんでも鑑定団（日曜 12:00 - 13:00、再放送：土曜 12:00 - 13:00）
- 有吉の世界同時中継 〜今、そっちってどうなってますか?〜（日曜 13:05 - 14:00）
- シナぷしゅ（日曜・不定期 17:20 - 17:25）

## 過去の番組
※は、番組自体は継続中。

### 自社制作番組
- テレビ熊本夕方ニュース枠
  - TKUニュース・アイ
  - TKUスーパータイム
  - TKUニュース5:50 ザ・ヒューマン（平日）
  - TKUニュース ザ・ヒューマン（週末）
  - TKUスーパーニュースぴゅあピュア
  - TKU みんなのニュース
  - TKUプライムニュース
- ワイドTKU - トリプルネット時代からクロスネット時代中期にかけて放送。
- てれくま屋本舗
- クイズ1万ジャック!
  - クイズ1万ジャック!SUPER
- 夜はぶらぶら
- なんとも好感度
- 男子禁制
- くまもと元気印
- 守りたい小さな仲間たち
- ふるさと歳時記
- SOUND KIDS
- ロック・オン・ナイト
- TKU県民サロン
- 彼らの海
- 未知との対話
- 坂田信弘のゴルフ理論（土曜 17:25 - 17:30）
- KICK OFF! KUMAMOTO※ - 2024年シーズンからくまもと県民テレビで放送

### フジテレビ系
- スター千一夜
- 志村けんのオレがナニしたのヨ?
- ズバリ!当てましょう
- テレビ寺子屋（テレビ静岡制作、途中打ち切り）※
- FNNテレビ朝刊
- FNNニュース7:30
- FNNモーニングワイド ニュース&スポーツ
- FNNモーニングコール
- トークシャワー
- FNN朝駆け第一報!
- グッドモーニングジャパン
- アンテナホット7
- ニュース&ウェザー
- どうーなってるの?!
- FNN World Uplink
- モーニングLIVE
- FNN おはよう!サンライズ
- 小川宏ショー
- おはよう!ナイスデイ
- THE WEEK
- FNNニュース6:30
- FNNテレビ土曜・日曜夕刊
- FNNニュースレポート6:00
- FNNニュースレポート6:30（1984年3月30日まで）
- FNNニュースレポート5:30
- FNNスーパータイム
- FNNニュース555 ザ・ヒューマン
- FNNニュース ザ・ヒューマン
- FNNスーパーニュース・FNNスーパーニュースWEEKEND
- FNNニュースレポート23:00（1982年4月1日から番組開始）
- FNNニュースレポート23:30
- FNNニュース工場
- ニュース最終版
  - FNN DATE LINE
  - プロ野球ニュース※
- FNN NEWSCOM
- スポーツWAVE
- FNNニュース最終版
- ニュースJAPAN・ニュースJAPAN WEEKEND
  - すぽると!
- あしたのニュース
- オールナイトフジ
- キャンパスナイトフジ
- たけしのコマ大学数学科
- 土曜一番!花やしき
- 情報プロジェクトS
- ママとあそぼう!ピンポンパン
- ウゴウゴ・ルーガ
  - ウゴウゴルーガ2号
- ひらけ!ポンキッキ→ポンキッキーズ→ポンキッキーズ21→ポンキッキ
- 森田一義アワー 笑っていいとも!
  - 笑っていいとも!増刊号
- 関西テレビ制作土曜朝のワイドショー
  - ハイ!土曜日です
  - DOサタデー
  - モーニングスタジオ・土曜!100%
  - モーニングアップル
  - シュートinサタデー
  - 土曜大好き!830
  - 土曜ぴーぷる
  - いつでも笑みを!
  - ベリーベリーサタデー
  - うふふのぷ
- 花王名人劇場（関西テレビ制作）
- 花王ファミリースペシャル（同上）
- 発掘!あるある大事典（同上）
  - 発掘!あるある大事典II（同上）

ほか

### テレビ東京系
- 世界ビックリアワー
- 純愛山河 愛と誠（火曜 18:00 - 18:30）
- TVチャンピオン→TVチャンピオン2→チャンピオンズ〜達人のワザが世界を救う〜
- 浅草橋ヤング洋品店→ASAYAN
- タモリの音楽は世界だ
- タモリのギャップ丼
- 決戦!クイズの帝王
- ギルガメッシュないと
- しましまとらのしまじろう（KABへ移行）
- クイズ赤恥青恥
- おまかせ!山田商会→ようこそ!ペットの国
- 徳光のTVコロンブス
- 徳光和夫の情報スピリッツ（途中打ち切り、のちにKKTで放送）
- 元祖!でぶや
- とっとこハム太郎
- DONKEY KONG 〜ドンキーコング〜
- ゲンジ通信あげだま
- 炎の闘球児 ドッジ弾平
- 魔法のプリンセス ミンキーモモ(第1作)
- ミスター味っ子
- J9シリーズ
  - 銀河旋風ブライガー→銀河烈風バクシンガー→銀河疾風サスライガー
- アニメ親子劇場→トンデラハウスの大冒険→パソコントラベル探偵団
- 太陽の牙ダグラム
- まんが 水戸黄門
- 伝説巨神イデオン
- 黄金戦士ゴールドライタン
- ハロー!モーニング。→ハロモニ@
- 楽しいムーミン一家
- 北島ウインクハート
- 所さんの学校では教えてくれないそこんトコロ!（途中打ち切り、現在はKKTで放送）※
- ロンブーの怪傑!トリックスター（2007年10月12日で打ち切り、のちにRKKで放送）
- たけしの誰でもピカソ
- たけしのニッポンのミカタ!
- レべチな人、見つけた
- 夏目友人帳
  - 続・夏目友人帳
  - 夏目友人帳 参
  - 夏目友人帳 肆
  - 夏目友人帳 伍
  - 夏目友人帳 陸
- ゴルゴ13
- 新説!?日本ミステリー
- きらりん☆レボリューション
- 空から日本を見てみよう（RKKに移行）
- いい旅・夢気分（以前はレギュラー放送していたが、不定期放送格下げ後、途中打ち切り、のちにRKKで放送）
- ごるふなでしこ
- 極嬢ヂカラ→極嬢ヂカラPremium
- おねだりマスカットSP!
- アイドル伝説えり子→アイドル天使ようこそようこ→ゲッターロボ號→花の魔法使いマリーベル（いずれもテレビせとうち制作）
- おそ松さん（第1期のみ、第2期は県内未放送）
- 弱虫ペダル
- Mr.マリック魔法の時間
- 鬼神童子ZENKI
- 爆走兄弟レッツ＆ゴー!!
  - 爆走兄弟レッツ＆ゴー!!MAX
- 宇宙戦士バルディオス
- 高橋名人の面白ランド
- トランスフォーマー カーロボット
- レスラー軍団〈銀河編〉 聖戦士ロビンJr.
- ゲーム王国
- マリオスクール
- 闘士ゴーディアン
- 装甲騎兵ボトムズ
- マジック王国
- 六三四の剣
- 小さな巨人 ミクロマン
- 64マリオスタジアム
- ダッシュ!四駆郎
- スピルバーグのアニメ タイニー・トゥーン
- ジャングル大帝
- 聖PCハイスクール
- そのまんま東のバーチャル情報局
- ビーストウォーズ 超生命体トランスフォーマー
  - ビーストウォーズII 超生命体トランスフォーマー
  - ビーストウォーズネオ 超生命体トランスフォーマー
  - ビーストウォーズメタルス 超生命体トランスフォーマー
- 見ると強くなる 痛快!横綱アニメああ播磨灘
- 科学冒険隊タンサー5
- 巨神ゴーグ
- 学級王ヤマザキ
- 銀と金
- ポケットモンスター
  - ポケットモンスター アドバンスジェネレーション
  - ポケットモンスター ダイヤモンド&パール
  - ポケットモンスター ベストウイッシュ
  - ポケットモンスター XY
  - ポケットモンスター サン&ムーン
- チマタの噺

他多数

### テレビ朝日系（1989年9月30日まで）
☆は、KABへ移行した番組。
- ANNニュース※☆
- ANNニュースライナー（途中まで）☆
- イナズマン→イナズマンF
- がんばれ!!ロボコン（月曜 17:30 - 18:00 1999年に放送されたリメイク版の『燃えろ‼︎ロボコン』は、KABにて放映）
- メタルヒーローシリーズ☆
  - 宇宙刑事シリーズ（宇宙刑事ギャバン→宇宙刑事シャリバン→宇宙刑事シャイダー）→巨獣特捜ジャスピオン→時空戦士スピルバン（金曜 19:00 - 19:30[2]）→超人機メタルダー→世界忍者戦ジライヤ→機動刑事ジバン（途中まで）（金曜 19:00 - 19:30）
- スーパー戦隊シリーズ※☆
  - バトルフィーバーJ→電子戦隊デンジマン→太陽戦隊サンバルカン→大戦隊ゴーグルファイブ→科学戦隊ダイナマン（第10話より放送時間を5分短縮）→超電子バイオマン→電撃戦隊チェンジマン→超新星フラッシュマン（金曜 16:30 - 16:55[3]）→光戦隊マスクマン→超獣戦隊ライブマン→高速戦隊ターボレンジャー（途中まで）
- 日曜洋画劇場（途中まで、同時ネット）☆
- ワールドプロレスリング（途中まで）※☆
- 聖闘士星矢（『…Ω』は☆）
- 暴れん坊将軍（途中まで）☆
- ダイヤモンド・アイ
- 超電磁ロボ コン・バトラーV(水曜 18:00 - 18:30)
- 徹子の部屋※☆
- クイズタイムショック（月曜 18:00 - 18:30）※☆
- 怪物くん（実写版ドラマはKKTで放送）
- タイガーマスク二世
- あさりちゃん
- カリメロ（第1作）（金曜 19:00 - 19:30）
- キャンディ・キャンディ→花の子ルンルン→魔法少女ララベル→ハロー!サンディベル
- 忍者ハットリくん
- 亜空大作戦スラングル
- パーマン（第2作、15分版（平日版）は1987年頃に月曜 - 金曜 16:20 - 16:30[2] に、30分版は月曜 17:30 - 18:00[4] にそれぞれ放送）
- オバケのQ太郎（第3作、15分版は月曜 - 金曜 16:05 - 16:20[2] に、30分版は月曜 16:30 - 17:00[2] にそれぞれ放送）
- 宇宙船サジタリウス
- 燃えろアタック
- アパッチ野球軍
- 人造人間キカイダー→キカイダー01
- 闘将ダイモス
- 大正テレビ寄席（同時ネット）
- 大正週間漫画 ゲラゲラ45
- 遠山の金さん捕物帳→ご存知遠山の金さん
- 賞金稼ぎ
- 旗本退屈男（1973年放送版）
- ナショナルゴールデン劇場
- 西部警察
- 特捜最前線
- はぐれ刑事純情派（第1・2部のみ）
- さすらい刑事旅情編（第1部のみ）
- ピュンピュン丸（第2期）
- アニメ80日間世界一周
- 宇宙の騎士テッカマン
- アンデス少年ペペロの冒険
- サイボーグ009（第2作）
- コンポラキッド
- ゴワッパー5 ゴーダム（月曜 18:00 - 18:30）
- 土曜ワイド劇場（途中でRKKから移行した）☆
- 地上最強のエキスパートチーム G.I.ジョー（火曜 16:30 - 17:00[5]）
- 必殺シリーズ（ABCテレビ制作、1978年4月にRKKから移行した）☆
- パネルクイズ アタック25（同上）☆
- プロポーズ大作戦（同上）
- 三枝の国盗りゲーム（同上）
- ラブアタック!（同上）
- 新・二人の事件簿 暁に駆ける!（同上）
- ワールド・ナウ（同上）
- 志ん朝のチャレンジQ（同上）
- グリム名作劇場（同上）
- こぐまのミーシャ（同上）
- おはよう!スパンク（同上）
- とんでモン・ペ（同上）
- レディジョージィ（同上）
- とんがり帽子のメモル（同上）
- GARACTIC PATROLレンズマン（同上）
- 夢の星のボタンノーズ（同上）
- 光の伝説（同上、土曜 7:30 - 8:00[2]）
- はーいステップジュン（同上）
- メイプルタウン物語（同上、同時ネット[2]）
  - 新メイプルタウン物語 パームタウン編（同上）
- ジムボタン（毎日放送制作、腸捻転時代）

ほか

### 日本テレビ系（1982年3月31日まで）
☆は、kktへ移行した番組。
- NNNきょうの出来事☆
- 太陽の使者 鉄人28号
- 三波伸介の家族そろって三つの歌（日曜 16:30 - 17:00）
- 笑点（日曜 17:00 - 17:40）※☆
- ベルサイユのばら
- 新・底ぬけ脱線ゲーム（月曜 19:00 - 19:30）
- びっくり日本新記録（月曜 19:00 - 19:30）
- 冒険者たち（火曜 19:00 - 19:30）
- トヨタ日曜ドキュメンタリー 知られざる世界（水曜 19:00 - 19:30）
- シャープ・スターアクション（日曜 19:00 - 19:30）
- SHARPワールドドキュメント・世界のこれがNo'1
- TVジョッキー（同時ネット）☆
- 歌まね振りまねスターに挑戦!!（土曜 18:00 - 18:30）
- ロンパールーム
- 月曜スター劇場（遅れネット）
  - たんぽぽ
  - 竹とんぼ
  - ひまわりの家
  - おだいじに
- 金曜劇場（RKKより移行）
  - 前略おふくろ様
  - 熱中時代（第1シリーズのみ）
  - 消えた巨人軍
  - 真夜中のヒーロー
- スター誕生!（同時ネット）
- あすの世界と日本
- 24時間テレビ 「愛は地球を救う」（第2回 - 第4回）※☆
- 11PM☆
- ドラえもん (1973年のテレビアニメ)（現行バージョンはKABで放送）
- おからの華
- 心のともしび
- あすの世界と日本
- たのしい園芸
- 細うで繁盛記（よみうりテレビ制作）
- 木曜スペシャル（1979年時点では『日曜・特バン』と改題して日曜15:00 - 16:25に放送。TBS系の類似タイトルの番組とは無関係）

ほか

### その他
- CD NEWS（チバテレビ制作）
- CSI:マイアミシリーズ
- びったれ!!!
- カツヤマサヒコSHOW（サンテレビ制作）
- フィッシング倶楽部（テレビ埼玉制作）
- 鬼滅の刃 ※RKKから移行

他多数